# Belgyógyászat
A belgyógyászat az orvostudomány egyetemes jellegű alaptárgya. Története során – évszázadok alatt – több orvostudományi szakterület levált. Minden betegség alapdiagnózisának felállítása belgyógyászi alapképzettséget igényel. Gyakran a sebészeti beavatkozásokat is belgyógyászi diagnózis előzi meg.
Újabban olyan szakágak váltak ki belőle, mint az endokrinológia, a tüdőgyógyászat, a röntgenológia.
A belgyógyászat összefoglaló, áttekintő, egységes szemléletet nyújt.